# Octobre 1993

## Événements
- Adhésion de la Géorgie à la CEI.
- Benazir Bhutto retrouve son poste de première ministre pakistanaise, grâce à sa victoire aux élections.

- 4 octobre : 
  - Fin d'une tentative de putsch en Russie, Boris Eltsine vainqueur.
  - Privatisation réussie de la BNP Paribas (BNP) en France.

- 16 octobre : début du premier mandat du président soudanais Omar el-Béchir.

- 18 au 23 octobre : importante grève à Air France.

- 21 octobre : assassinat du président burundais Melchior Ndadaye suivi d’un véritable génocide de plus de 100 000 tutsis en moins d’un mois. C’est le début de la guerre civile.

- 22 octobre, France : Michel Rocard est élu premier secrétaire du Parti Socialiste.
  - Tentative de coup d'état en Libye, dirigé par Khalifa Haftar et le Front de salut national libyen contre Mouammar Kadhafi.

- 23 octobre, France : victoire des Dragons de Rouen sur les Pingouins de Morzine-Avoriaz par le score de 23-0.

- 24 octobre (Formule 1) : Grand Prix automobile du Japon.

- 25 octobre : Jean Chrétien devient Premier ministre du Canada. Le Parti libéral du Canada gagne les élections, défaisant le Parti progressiste-conservateur du Canada qui est réduit à deux sièges. Le Bloc québécois, dont le but est de réaliser l'indépendance du Québec, est l'opposition officielle.

## Naissances
- Sam Jackson, acteur et compositeur anglais.
- 1er octobre : Sam Clemmett, acteur britannique.
- 7 octobre : Lucas Pazat, céiste français.
- 8 octobre : Molly Quinn, actrice américaine.
- 13 octobre : Tiffany Trump, personnalité médiatique américaine.
- 22 octobre : Omer Adam, Chanteur israélien.
- 25 octobre : Xander Schauffele, golfeur américain.
- 29 octobre : India Eisley, actrice américaine.

## Décès
- 2 octobre : Ahmed Abdul Malik, contrebassiste de jazz américain (° 30 janvier 1927).
- 5 octobre :
  - Francesco Carpino, cardinal italien, archevêque de Palerme (° 18 mai 1905).
  - Karl G. Henize, astronaute américain (° 17 octobre 1926).
  - Martin Auguste Winterberger, seul Français évadé du camp de concentration de Natzweiler-Struthof (°19 décembre 1917).
- 6 octobre : Victor Razafimahatratra, cardinal malgache, jésuite et archevêque de Tananarive (° 8 septembre 1921).
- 10 octobre :  John Bindon, acteur britannique.
- 11 octobre : Léon-Paul Ménard, coureur cycliste français (° 4 février 1946).
- 21 octobre : Melchior Ndadaye, président du Burundi (° 28 mars 1953).
- 24 octobre : Hadjibaba Huseynov, chanteur azéri (° 15 mars 1919).
- 25 octobre : Vincent Price, acteur américain (° 27 mai 1911).
- 29 octobre : Boris Grigolachvili, chef militaire géorgien (° 26 octobre 1933).
- 30 octobre : Paul Grégoire, cardinal canadien, archevêque de Montréal (° 24 octobre 1911).
- 31 octobre :
  - Federico Fellini, réalisateur italien (° 20 janvier 1920) .
  - River Phoenix, acteur américain (° 23 août 1970).